# Lesothos senat
Lesothos senat (engelska: Senate of the Kingdom of Lesotho) är överhuset i Lesothos parlament och har 33 ledamöter med en mandatperiod på fem år. Av dessa upptas 22 av platserna av traditionella hövdingar och elva nomineras av Lesothos kung efter rådgivning av The Council of State, en grupp bestående av nyckelfigurer från regeringen samt ämbetsmän.